# Resolutie 2001 Veiligheidsraad Verenigde Naties
Resolutie 2001 van de Veiligheidsraad van de Verenigde Naties werd op 28 juli 2011 unaniem aangenomen door de VN-Veiligheidsraad, en verlengde de VN-bijstandsmissie in Irak met een jaar.

## Achtergrond
Op 2 augustus 1990 viel Irak zijn zuiderbuur Koeweit binnen en bezette dat land. De Veiligheidsraad veroordeelde de inval nog diezelfde dag middels resolutie 660, en later kregen de lidstaten carte blanche om Koeweit te bevrijden. Eind februari 1991 was die strijd beslecht en legde Irak zich neer bij alle aangenomen VN-resoluties. Het land werd vervolgens verplicht om zich te ontwapenen door onder meer al zijn massavernietigingswapens te vernietigen. Daaraan werkte Irak echter met grote tegenzin mee, tot grote woede van de Verenigde Staten, die het land daarom in 2003 opnieuw binnenvielen. Kort hierop vroeg de door de VS geleide overgangsregering van Irak de Verenigde Naties om hulp bij onder meer het herzien van de grondwet en de organisatie van verkiezingen, en werd de VN-bijstandsmissie in Irak opgericht. In 2004 werd de overgangsregering opgevolgd door een Iraakse interim-regering. In 2005 werd een nieuwe grondwet aangenomen en vonden verkiezingen plaats, waarna een coalitie werd gevormd. In de tussentijd werd het land echter geplaagd door sektarisch geweld en bleven er vele slachtoffers vallen door de talloze terreuraanslagen.
Zestien maanden na de historische parlementsverkiezingen bleef de regeringsvorming een probleem. Zo bleven een aantal belangrijke posten met betrekking op de veiligheid onbezet. De mensenrechtensituatie was weliswaar verbeterd, maar gewapende groepen bleven onophoudelijk veel moorden en bomaanslagen plegen.

## Inhoud

### Waarnemingen
De Iraakse overheid werd aangespoord om de democratie en ordehandhaving te blijven versterken en de veiligheid te verbeteren.
Die veiligheid was al verbeterd, maar er bleven uitdagingen op dat vlak waarvoor politieke dialoog en nationale eenheid nodig waren.
Alle gemeenschappen in Irak moesten aan dat politieke proces deelnemen.
Intussen had Irak al veel vooruitgang geboekt om het internationale aanzien dat het land vóór de aanname van resolutie 661 had weer terug te krijgen.
De Iraakse overheid werd opgeroepen om te blijven samenwerken met buurland Koeweit, teneinde de resterende problemen tussen beide landen op te lossen.

### Handelingen
De mandaten van de bijstandsmissie UNAMI en de speciale vertegenwoordiger werden opnieuw met twaalf maanden verlengd, waarbij de veiligheid van het UNAMI-personeel werd benadrukt. De Iraakse regering en andere landen werden opgeroepen om de VN-operaties in Irak te ondersteunen. Ten slotte werd aan secretaris-generaal Ban Ki-Moon gevraagd om elke vier maanden te rapporteren over de door UNAMI gemaakte vooruitgang.

## Verwante resoluties
- Resolutie 1957 Veiligheidsraad Verenigde Naties (2010)
- Resolutie 1958 Veiligheidsraad Verenigde Naties (2010)
- Resolutie 2061 Veiligheidsraad Verenigde Naties (2012)
- Resolutie 2107 Veiligheidsraad Verenigde Naties (2013)

Lijst ·  1967 ·  1968 ·  1969 ·  1970 ·  1971 ·  1972 ·  1973 ·  1974 ·  1975 ·  1976 ·  1977 ·  1978 ·  1979 ·  1980 ·  1981 ·  1982 ·  1983 ·  1984 ·  1985 ·  1986 ·  1987 ·  1988 ·  1989 ·  1990 ·  1991 ·  1992 ·  1993 ·  1994 ·  1995 ·  1996 ·  1997 ·  1998 ·  1999 ·  2000 ·  2001 ·  2002 ·  2003 ·  2004 ·  2005 ·  2006 ·  2007 ·  2008 ·  2009 ·  2010 ·  2011 ·  2012 ·  2013 ·  2014 ·  2015 ·  2016 ·  2017 ·  2018 ·  2019 ·  2020 ·  2021 ·  2022 ·  2023 ·  2024 ·  2025 ·  2026 ·  2027 ·  2028 ·  2029 ·  2030 ·  2031 ·  2032